# Chiesa di Gesù Buon Pastore (Scandicci)
La chiesa di Gesù Buon Pastore si trova nel comune di Scandicci (Firenze), nella frazione di Casellina.

## Storia
Il borgo di Casellina, dove si trova la chiesa, inizialmente era incluso nella parrocchia di San Pietro a Sollicciano. In seguito al forte incremento demografico ed edilizio degli anni cinquanta, il cardinale Ermenegildo Florit nel 1965 ritenne opportuno che a Casellina nascesse una nuova parrocchia. Il progetto della chiesa fu affidato all'architetto Ferdinando Casprini e fu inaugurata nel maggio 1970.

## Descrizione
La chiesa della Casellina è un edificio in cemento armato, caratterizzato da uno sviluppo orizzontale, accentuato dal tetto con falde a leggera pendenza che si appoggiano alle mura perimetrali rivestite in pietra. Il tetto sporge in facciata dove è sostenuto da pilastri in cemento armato a sezione quadrata che formano portico. A contrastare l'andamento orizzontale spicca sul tetto l'esile e slanciato campanile a vela formato da due setti murari in cemento armato rastremati verso l'alto e disposti in pianta a formare fra loro un angolo acuto. 
All'interno della chiesa si trova in deposito, concesso dal Seminario Arcivescovile di Firenze, un crocifisso in bronzo attribuito alla bottega del Giambologna.

## Titolari della chiesa
1. Don Lelio Guidotti, dal 1 settembre 1967
2. Don Piero Pilo, dal 1 agosto 1987
3. Mons. Giovanni Paccosi dal 15 settembre 2016[2]
4. Padre Manuel Alvarez Vorrath
5. Don Paolo Sbolci[3]